# درو نايلور
درو نايلور (بالإنجليزية: Drew Naylor)‏ هو لاعب كرة قاعدة أمريكي، ولد في 31 مايو 1986 في بريزبان في أستراليا.

## وصلات خارجية
- درو نايلور على موقع دوري كرة القاعدة الرئيسي (الإنجليزية)
- درو نايلور على موقع الدوري الياباني لكرة القاعدة (الإنجليزية)
- درو نايلور على موقع دوري أستراليا لكرة القاعدة (الإنجليزية)
- درو نايلور على موقعبيزبول رفرنس.كوم (الدوري الثانوي) (الإنجليزية)